# Cadente
La cadente è l'inclinazione della linea dei carichi totali relativa a una massa di fluido in movimento, è quindi una grandezza adimensionale.  Viene utilizzata nell'ingegneria idraulica per la determinazione delle perdite di carico dovute all'attrito tra il fluido in movimento e la parete della condotta o dell'alveo.

## Definizione
La cadente è definita come la dissipazione di energia subita dall'unità di peso di fluido nell'unità di percorso e, in termini matematici, il suo valore è dato da:
{\displaystyle J=-{\frac {\partial H}{\partial s}}}
dove:
- {\displaystyle H} è l'energia del fluido, definita secondo l'equazione di Bernoulli, in m;
- {\displaystyle s} è l'ascissa curvilinea dell'asse della condotta o dell'alveo considerati.

## Moto uniforme
Quando il moto è uniforme, la cadente coincide con l'abbassamento per unità di percorso della linea piezometrica, e prende il nome di "cadente piezometrica"; in questo caso il suo valore è dato da:
{\displaystyle J=-{\frac {\partial z_{w}}{\partial s}}=-{\frac {\partial (z+h_{w})}{\partial s}}=-{\frac {\partial (z+{\frac {p}{\gamma }})}{\partial s}}}
dove:
- {\displaystyle z_{w}} è la quota piezometrica del fluido;[3]
- {\displaystyle h_{w}=p/\gamma } è l'altezza piezometrica del fluido;[3]
- {\displaystyle z} è la quota geodetica del fluido;[3]
- {\displaystyle p} è la pressione del fluido;
- {\displaystyle \gamma } è il peso specifico del fluido;

### Formule pratiche
Varie espressioni permettono di stimare il valore della cadente in funzione della scabrezza; di seguito si riportano le principali.

#### Darcy-Weisbach
Attraverso la formula di Darcy-Weisbach è possibile determinare la cadente in questo modo:
{\displaystyle J=\lambda \cdot {\frac {V^{2}}{2g\cdot D}}}
dove:
- {\displaystyle \lambda } è l'indice di resistenza, o fattore di attrito, un coefficiente di proporzionalità funzione del numero di Reynolds e della scabrezza relativa della condotta;
- {\displaystyle g} è l'accelerazione di gravità;
- {\displaystyle V} è la velocità media del fluido;
- {\displaystyle D} è il diametro equivalente della condotta.

#### Darcy
Con la formula di Darcy, per il moto uniforme, è possibile legare la cadente direttamente alla portata:
{\displaystyle J=\mu \cdot {\frac {Q^{2}}{D^{5}}}}
Dove Q è la portata, D è il diametro equivalente della condotta e μ un coefficiente che tiene conto della scabrezza della condotta (definito con diverse espressioni da autori quali Gauckler e Strickler, Bazin, Kutter).

#### Chézy
Dalla formula di Chézy si definisce la cadente in questo modo:
{\displaystyle J={\frac {V^{2}}{\chi ^{2}\cdot R}}}
Dove V è la velocità media del fluido, χ è il coefficiente di Chézy, funzione della scabrezza, e R è il raggio idraulico (rapporto tra l'area della condotta e il perimetro bagnato della stessa), da non confondere con il raggio della condotta.